# باشينغ

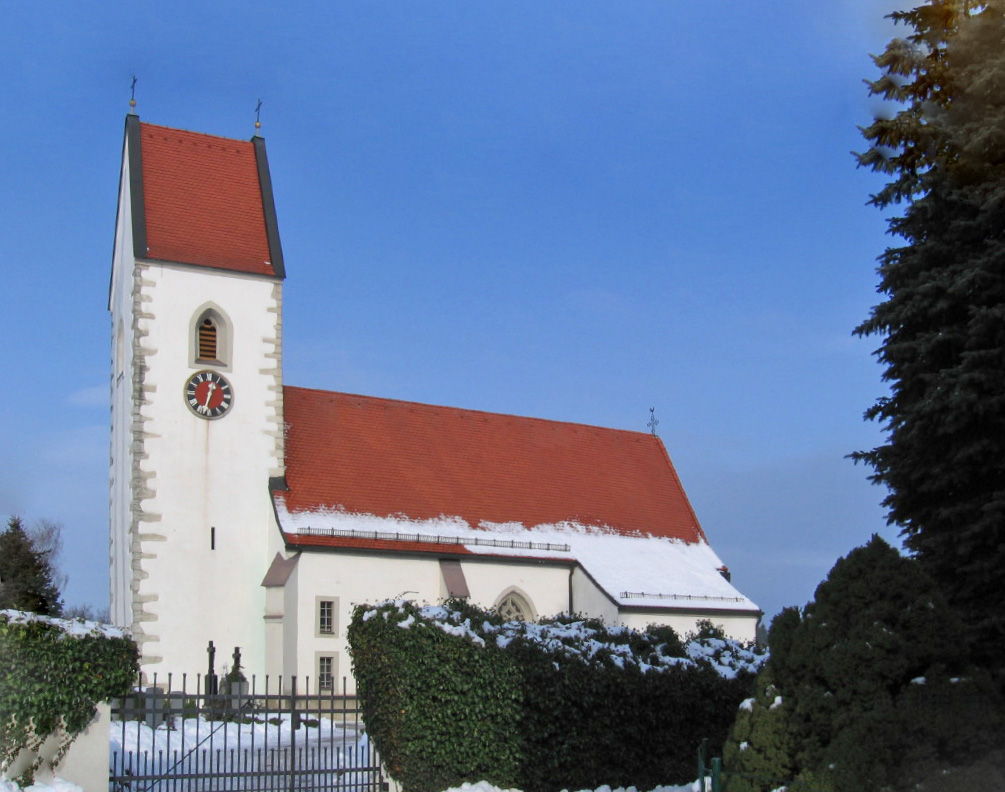
كنيسة في باشينغ (بنيت هذه الكنيسة حوالي عام 1500)

باشينغ (بالألمانية:  Pasching) هي بلدية من بلديات النمسا العليا، وتقع على بعد بضعة أميال من لينتس و كذلك تقع على بعد بضعة أميال جنوب غرب كل من ليوندينغ، هورسشينغ، ويلهيرينغ وتراون.